# Kellner Sándor
Kellner Sándor (Tiszaoszlár, 1887. szeptember 3. – Sopron, 1919. október 6.) nyomdász, pártmunkás, Rabinovits József sógora. Fiatalon került fel Budapestre, ahol belépett a nyomdászok szakszervezetébe. Harcolt az első világháborúban, melynek során orosz hadifogságba esett, majd bekapcsolódott a hadifoglyok szervezkedéseibe és harcolt az orosz polgárháborúban. 1918 novemberében visszatért Magyarországra és részt vett a KMP megalapításában, a kommün alatt pedig Sopron kormányzótanácsi biztosa volt. A proletárdiktatúra bukása után Jugoszlávia felé menekült, ám felismerték és meggyilkolták.

## Élete

### Tiszaoszlártól Szaratovig
Édesapja Kellner Sámuel tiszaoszlári tanító, anyja Weisz Karolina. Sándor tizennégy éves korában került Budapestre. Még nyomdásztanonc korában kapcsolódott be Budapesten az ifjúmunkások mozgalmába, 1904-ben pedig – tanoncéveinek letelte után – belépett a nyomdászok szakszervezetébe, s megismerkedett Alpári Gyulával. A következő évben tanulóútra indult; járt Ausztriában, Németországban és Svájcban, majd 1906-ban hazatért, és Sopronban a Rötting-féle nyomdában helyezkedett el, majd egyik szervezője lett a Galilei Körnek. Harcolt az első világháborúban, 1915-ben orosz hadifogságba esett, és a szaratovi hadifogolytáborba került, ahol rendszeresen agitált; a helyi agitátorcsoport vezetője lett. 1917-ben mint a mandátumokat vizsgáló bizottság tagja részt vett a moszkvai hadifogoly-kongresszuson, és találkozott Kun Bélával, Szamuely Tiborral és Vántus Károllyal is. Később a szaratovi Vörös Gárda parancsnokaként harcolt az oroszországi polgárháborúban.

### A pártalapítástól korai haláláig
1918 novemberében Rabinovits Józseffel tért vissza Magyarországra, s a Kommunisták Magyarországi Pártjának egyik alapítója és szervezője lett. Ekkortájt ismerte meg Rabinovits húgát, Ilonát, akinek kezét hamarosan megkérte.
Sándor  feljött  hozzánk, a terített asztalnál mellém ült, vacsora  után táncoltunk, beszélgettünk. Egyszer csak így szólt:  Ilonka, maga annyira tetszik nekem, hogy itt az órám, tíz percnyi időt adok, válaszoljon, akar-e feleségül jönni hozzám?
 1919. február 20-án Kellnert is letartóztatták a többi kommunistával együtt, s csak a kommün kikiáltása után, március 22-én szabadult. Még márciusban Sopron vármegye kormányzótanácsi biztosává nevezték ki, és ebbéli minőségében ő tette meg Entzbruder Dezsőt Sopron város és az egész vármegye katonai biztosává. Április 26-án a fővárosban elvette Rabinovits Ilonát, Rabinovits Mór és Rabinovits Hermin lányát, a tanúk Biermann István és Barna Ignác voltak. Rendszeresen írt a Soproni Vörös Ujságba, agitált, főleg a Vörös Hadseregbe való belépés mellett, s kíméletlenül fellépett a lázadókkal szemben. Annak ellenére, hogy a soproni lakosok követelésére megszüntették Kellner teljhatalmú biztosi címét, hatáskörét továbbra is gyakorolta, bármiféle következmény nélkül. Vad pártolója volt a kommunizmusnak, s az 1919. június 13-i pártkongresszuson komolyan bírálta a diktatúra ellen állást foglaló jobbára szociáldemokrata politikusokat. Követelte, hogy vezessék be a tagjelöltséget, és tisztítsák meg a pártot a szerinte nem megfelelő elemektől. 
Az a véleményem, hogy azt, aki a jövőben be akar lépni ebbe a pártba, nézzük meg, hogy kicsoda, és főleg álljon fenn az a nézet, hogy csak két tag ajánlásával lehessen belépni a szocialista pártba. [...] Azt ajánlom, hogy ennek a pártnak legyen egy alosztálya, ahova ezek az úgynevezett még nem szocialisták kerülnének...
 Erre azonban nem került sor. A Tanácsok Országos Gyűlésén Kellner vitába keveredett a szociáldemokrata Kunfi Zsigmonddal, aki csakúgy, mint Kun Béla, a Clemenceau-jegyzék elfogadása mellett érvelt. A jegyzéket végül elfogadták, ám Clemenceau ígérete ellenére a románok nem ürítették ki a Tiszántúlt, s az emiatt indított magyar ellenoffenzíva összeomlott. A hadsereg szétzilálódott, a rendszer támogatói elpártoltak a kommunistáktól, így 1919. augusztus elsején a tanácskormány lemondott. Kellner ekkor dél felé menekült, ám Letenyén Rabinovits Józseffel együtt felismerték, elfogták, majd Sopronba vitték. Különítményesek megkínozták, majd elindultak vele és néhány társával a sopronkőhidai fegyházba. Útközben vagy amiatt, mert szökni próbált, vagy pedig mert nem tudott tovább menni, agyonlőtték. Egy másik verzió szerint, melyet Zsigmond Lajos, Kellner egyik útitársa mesélt el, Kellnert egy Knapp Gábor nevezetű fogollyal láncolták össze, majd egy Hartmann nevezetű százados parancsának engedelmeskedve térden kezdték meg útjukat Sopronból Kőhidáig, melynek során, Knappot megvakították, majd főbe lőtték, Kellnert a százados lovával mellbe rúgatták, majd az állat halálra tiporta.

### Emlékezete
1971-ben az akkor Május 1 Téri Általános Iskola – ma Deák Téri Általános Iskola – felvette Kellner Sándor nevét. A névváltoztatás ünneplése kapcsán Sopronkőhidáról az iskolába szállították Kellner hamvait, és az iskola előtti téren temették újra, hamvak fölé pedig szobrot emeltek. 1990-ben lett az iskola neve Deák Téri Általános Iskola. Sopronban egy időben utca viselte nevét. Baranyi Ferenc Halálkastély című versciklusa a kommün bukása után meggyilkoltak közül hét személynek állít emléket, köztük Kellner Sándornak.
Egy ló, egy ló lett cinkosuk! 

Emberré süllyedt volna ő is? 

Nem látta, hogy akibe rúg, 

már rég merő seb és merő víz? 

Ki tartja féken a lovat,

melynek gazdája a nyeregben

szörnyű sebeket osztogat

vadállatnál féktelenebben?

Annyival sem különb a ló

annál, aki őrjöng a hátán,

amennyivel a nyaktiló

túlnő martalócok dzsidáján?